# Spilosoma reisseri
Spilosoma reisseri là một loài bướm đêm thuộc phân họ Arctiinae, họ Erebidae.